# 石舟橋
石舟橋（いしぶねばし）は東京都あきる野市乙津に所在する人道橋である 。檜原街道の十里木バス停から「秋川渓谷瀬音の湯」へ行く途中の秋川渓谷に架かる橋で、瀬音の湯（2007年4月開場）の整備の一環で建設された。
秋川渓谷を見渡す眺望の良い場所でもあり、あきる野市の観光名所になっている。

## 構造
長さ96ｍのストレスリボン橋（吊床版橋）である。鋼製の太いケーブルを2本架けた上にコンクリート板を並べて橋床を造っている。